# هیئت حقیقت‌یاب سازمان ملل درباره مناقشه غزه
هیئت حقیقت یاب سازمان ملل دربارهٔ مناقشه غزه توسط شورای حقوق بشر سازمان ملل متحد در جریان جنگ غزه تشکیل شد تا دربارهٔ تجاوزهای احتمالی اسرائیل از قوانین بین‌المللی علیه فلسطینیان تحقیق کند. دستور کار آن بعداً همه تجاوزات ارتکابی در غزه در جریان جنگ خصوصاً به شکل نظامی را شامل شد.
این مأموریت از ۳ آوریل ۲۰۰۹ (میلادی) آغاز شد و ریچارد گلدستون از آفریقای جنوبی به مسئولیت آن گماشته شد. سایر اعضای این گروه حقیقت‌یاب را «کریستین چیکنین»، استاد حقوق بشر مدرسه اقتصاد و علوم سیاسی دانشگاه لندن، «جمیل گیلانی»، وکیل دعاوی پاکستانی و عضو سابق بررسی وضع حقوق بشر در دارفور سودان و سرهنگ ایرلندی «دزموند ترورز» عضو هیئت امنای مؤسسه تحقیقات جنایی بین‌المللی تشکیل می‌دادند. این هیئت نتیجه تحقیقات خود را در گزارشی ۱۰٬۰۰۰ صفحه‌ای که ۱۲۰۰ عکس و ۱۸۸ مصاحبه را در بر می‌گیرد منتشر کرد. همچنین اقدام حماس در موشکباران مناطق شهری اسرائیل توسط موشکهای قسام به عنوان جنایت جنگی شناخته شده‌است.
اعضای این هیئت شورای امنیت سازمان ملل متحد را ترغیب می‌کنند که در صورتی که یکی از دو طرف از تحقیق دربارهٔ اتهامات و محاکمه مظنونان شانه خالی کند، مسئله را به دیوان بین‌المللی کیفری در لاهه ارجاع کند.
دولت آمریکا پس از مشاهده نسخه‌ای از این گزارش که در تاریخ ۱۵ سپتامبر، زودتر از موعد، انتشار یافته بود گفته بود که آن را به دقت بررسی خواهد کرد ولی در مورد صلاحیت و اختیارات تهیه‌کنندگان گزارش که قبل از پیوستن آمریکا به شورای حقوق بشر انتخاب شده بودند ابراز نگرانی جدی کرده بود.

## انتشار گزارش گلدستون
دزموند تراورز، یکی از اعضای کمیته ۴ نفره هیئت حقیقت‌یاب عنوان کرد که موشکهای قسامی که اسرائیل ادعا می‌کند از نوار غزه شلیک شده، تنها بهانه‌ای برای حمله به این منطقه بوده‌است. وی اظهار کرد: «حماس تنها دو موشک به سوی شهرکهای یهودی نشین شلیک کرده». وی برای اثبات این مطلب به گزارش‌های منتشر شده از سوی منابع اسرائیلی اشاره می‌کند که در آن‌ها تنها شلیک دو موشک از سوی گردانهای قسام در فاصله زمانی یک‌ماهه پیش از آغاز حمله نظامی، مورد تأیید قرار گرفته‌است.
بر طبق این گزارش ارتش اسرائیل با استفاده از نیروی نامتناسب و به صورت عمد به غیرنظامیان فلسطینی آسیب رساند؛ درحالی‌که موشکباران مناطق مسکونی اسرائیل به‌طور کور و بدون هدف از جانب حماس دنبال می‌شد. اسرائیل خواستار بازپسگیری فوری این گزارش شد. بر طبق این گزارش ۱۴۰۰ فلسطینی و ۱۳ اسرائیلی در این درگیری کشته شدند. کمیته حقیقت یاب به اسرائیل و حماس شش ماه مهلت داد تا دربارهٔ ارتکاب جنایات جنگی که در گزارش گلدستون به آن اشاره شده‌است تحقیق داخلی کنند.
بعد از انتشار نتایج تحقیقات کمیته حقیقت‌یاب؛ بنیامین نتانیاهو در جلسه‌ای که در ۱۲ اکتبر در کنیست اسرائیل دایر بود، در بین سخنرانی خود اطمینان داد که اجازه ندهد هیچ‌یک از سربازان و افسران اسرائیلی در پی این گزارش محاکمه شوند. وی درحالی‌که چهرهای افروخته به خود گرفته بود اظهار داشت: «ما به ایهود باراک، تزیپی لیونی و ایهود اولمرت که پسرانمان را به جنگ فرستادند اجازه نخواهیم داد که موفق شوند آن‌ها را در دادگاه‌های بین‌المللی محاکمه کنند.»

## واکنش‌ها به گزارش گلدستون
فلسطین:
- اسماعیل هنیه (نخست‌وزیر دولت منتخب فلسطین) به دلیل درخواست محمود عباس برای به تأخیر افتادن انتشار گزارش گلدستون در شورای حقوقی سازمان ملل، به شدت از وی انتقاد کرد. اسماعیل هنیه که در جلسه فوق‌العاده اعضای مجلس قانونگذاری فلسطین در غزه سخن می‌گفت، این اقدام تشکیلات خودگردان را کوتاهی بی‌سابقه درحق مردم فلسطین و خون شهدای فلسطینی دانست. اسماعیل هنیه همچنین اعلام کرد: «دستور به تعویق افتادن رای‌گیری دربارهٔ گزارش (گلدستون)، دستور محمود عباس رئیس تشکیلات بوده‌است. چگونه ممکن است که در سایه چنین وضعی گروه‌های فلسطینی (فتح و حماس) سر یک میز بنشینند و توافقنامه (آشتی ملی) امضا کنند.»[۱۱]
- ابراهیم الخریشه (نماینده فلسطین در شورای حقوق بشر سازمان ملل) پس از تصویب گزارش گلدستون آن را پیروزی بزرگی برای ملت فلسطین در صحنه حقوق بین‌الملل دانست.[۱۲]
- طاهر النّونو (سخنگوی دولت فلسطین به رهبری اسماعیل هنیه) اظهار داشت: «دولت منتخب فلسطین از تصویب گزارش گلدستون در نشست شورای حقوق بشر سازمان ملل استقبال می‌کند. ما می‌خواهیم تا تصویب این گزارش مقدمه‌ای برای محاکمه سران اشغالگر باشد.».[۱۲]
- صائب عریقات (مذاکره‌کننده ارشد تشکیلات خودگردان) در گفتگو با خبرگزاری فرانسه تصریح کرد: «تشکیلات خودگردان فلسطین از رای مثبت شورای حقوق بشر سازمان‌ملل به گزارش گلدستون استقبال می‌کند و امیدوار است که این تصمیم شورای حقوق بشر در حد یک مصوبه باقی نماند و مانع تکرار جنایات اسرائیل در آینده شود.»[۱۲]

 آمریکا:
- یان کلی (سخنگوی کاخ سفید) در نشست خبری اظهار داشت که گزارش نتیجه‌گیری غیر متوازن و ناعادلانه از جنگ به همراه دارد و دولت متبوعش از تشدید منازعات بین طرفین در پی انتشار این گزارش نگران است.[۱۳]
- ریچارد سایدمن (رهبر یهودیان آمریکا)، با اذعان به این مطلب که قاضی گلدستون تمام تلاش خود را به‌کار بست که بتواند بین اسرائیل و گروه حماس و سازمان ملل توازن و عدالت را برقرار کند؛ تأکید کرد که فرجام این تصمیم گلدستون ضربه‌ای مهلک به اعتبار سازمان ملل متحد خواهد بود.[۱۴]
- آلخاندرو وولف (نماینده آمریکا در شورای امنیت)، در جلسه مورخ ۱۴ اکتبر این شورا گفت: «اسرائیل گامهای مثبتی را برای حفظ صلح برداشته‌است که نیاز است گسترش یابند. آن‌ها می‌بایست شهرکسازیها را متوقف سازند، امکان تردد فلسطینیان را فراهم آورند و اجازه ورود مایحتاج مورد نیاز فلسطینیان را صادر کنند. وی ضمن تروریست خواندن مقاومت حماس و حزب‌الله در مقابل اسرائیل، گزارش گلدستون را از دید شورای امنیت بی‌اهمیت خواند و تأکید کرد که این نتیجه‌گیری غیرمنصفانه‌است. وی اظهار کرد که حماس یک گروه تروریستی است و اقداماتی برخلاف قوانین بشردوستانه انجام می‌دهد؛ ولی اسرائیل توانایی به عهده گرفتن اقداماتی را که انجام می‌دهد دارا است و آن‌ها را با در نظرگرفتن حقوق انسان‌ها انجام می‌دهد.[۱۵]

 اسرائیل:
با انتشار گزارش سازمان ملل، اسرائیل تلاش گسترده وسیعی را برای بی‌اعتباری این گزارش آغاز کرد.
- ویگدور لیبرمن (معاون نخست‌وزیر و وزیر امور خارجه اسرائیل) گفت: «ما به حقانیت رفتار خویش ایمان داریم و هیچ گزارشی نمی‌تواند به قاطعیت ما خللی وارد سازد.»
- بنیامین نتانیاهو (نخست‌وزیر اسرائیل) در جلسه کابینه اسرائیل اعلام کرد: «هر موافقت جهانی که با این گزارش همراه شود، مانند تازیانه‌ای سخت به جنگجویان با تروریسم جهانی محسوب می‌شود.»[۱۷]
- شیمون پرز در دیداری که با خوزه لوئیز رودریگز زاپاترو نخست‌وزیر اسپانیا در اورشلیم داشت، در واکنش به گزارش گولدستون گفت: «ما نیازی به قاضیان بیگانه نداریم که عملیات ما را بررسی و در مورد آن قضاوت کنند. اگر قرار است پایمال شدن حقوق انسانی از جانب شورای حقوق بشر سازمان ملل مورد بررسی قرار گیرد، بهتر است به جمهوری اسلامی ایران چشم بدوزند–رژیمی که شعار مرگ بر اسرائیل سر می‌دهد و خواستار نابودی این کشور است.
- دانی ایالون (معاون وزیر امور خارجه اسرائیل) رفتار شورای حقوق بشر را شرم‌آور خواند و گفت: «قطعنامه شورا به تلاش برای حفظ حقوق انسانی بر اساس قوانین بین‌المللی آسیب می‌رساند و موجب دلگرمی سازمان‌های تروریستی در سراسر جهان می‌شود.»[۱۸]

 ایران:
- منوچهر متکی (وزیر امور خارجه ایران)، در اولین اظهاراتش بعد از انتشار خبر تصویب این گزارش اعلام کرد: «۱۰٬۰۰۰ صفحه گزارش که به وضوح بمباران عامدانه ۲۰۰ مرکز تأسیسات تولیدی در غزه را تصریح داشته و این امر ویرانی مولفه‌های حیات و زندگی عادی مردم مظلوم آن منطقه را به همراه داشته، سند روشنی بر وقوع جنایات جنگی و جنایت علیه بشریت است. این گزارش تنها بخشی از حقایق و گوشه‌ای محدود از شنیع‌ترین جنایات علیه کودکان، زنان و پیرمردان غزه را بیان می‌کند؛ در حالی که رژیم صهیونیستی (اسرائیل) با رویکردهای وحشیانه خود، ساختارهای مدنی و مؤسسات اجتماعی که طی۱۰۰ سال گذشته با رنج‌ها و آلام فراوان مردم مظلوم غزه بنا شده را به وحشیانه‌ترین شکل و بیرحمانه‌ترین نوع در تاریخ جنایات جنگی خویش، ویران کرده‌است.»[۱۹]
- حمید بعیدی‌نژاد (نماینده ایران در شورای حقوق بشر) گفت: «مرتکبان جنایات یاد شده به دلیل ارتکاب جنایت جنگی و جنایت علیه بشریت در قبال مردم بی‌دفاع فلسطین به ویژه زنان و کودکان بی‌گناه می‌بایست از طریق مراجع بین‌المللی محاکمه و مجازات شوند.»[۱۸]

## گزارش گلدستون در شورای حقوق بشر سازمان ملل متحد

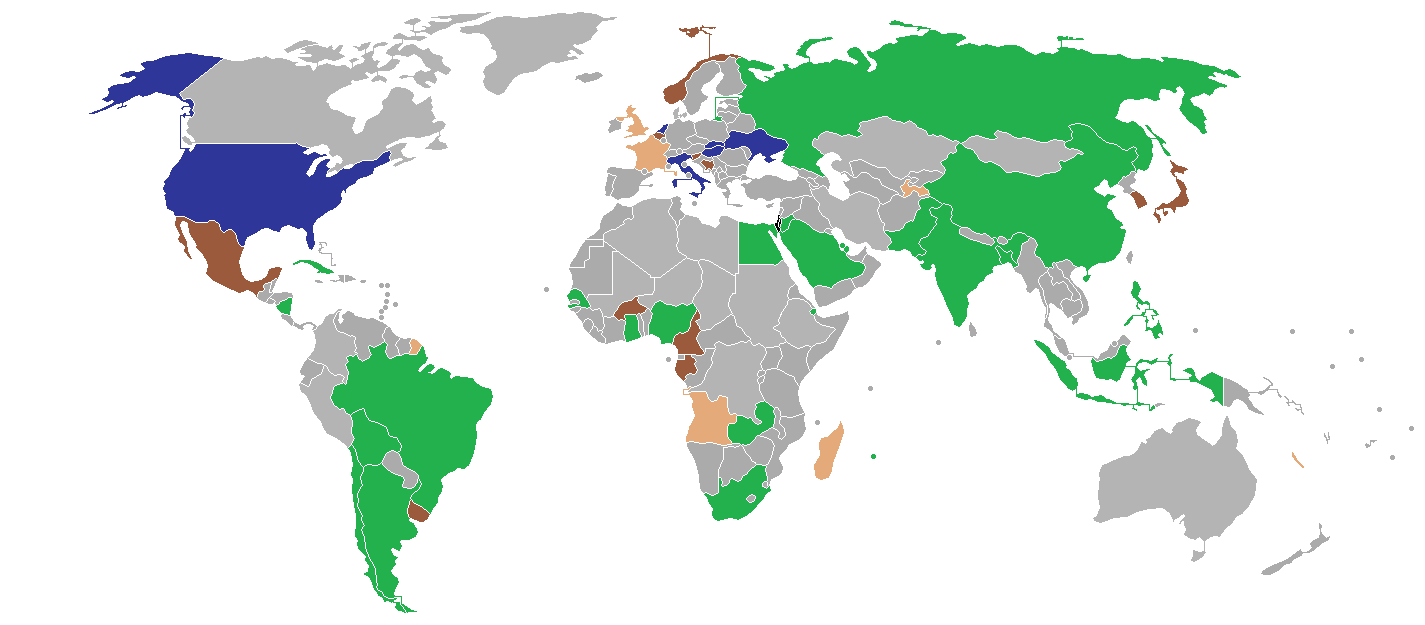
کشورهایی که به گزارش گلدستون رای مثبت دادند کشورهایی که به گزارش گلدستون رای منفی دادند کشورهایی که به گزارش گلدستون رای ممتنع دادند کشورهایی که در جلسه رای‌گیری شورا حضور نیافتند

۲۵عضو از ۴۷ عضو این شورا به قطعنامه درخواستی که از سوی فلسطینیان، مصر، نیجریه، تونس و پاکستان به منظور تأیید گزارش گلدستون مطرح شده بود رأی موافق دادند. این در حالی است که کشورهای عضو اتحادیه اروپا و آمریکا مخالفت خود را با این قطعنامه اعلام کرده بودند. آمریکا تلاش دیپلماتیک زیادی را به‌کار بست تا بتواند تصویب این بیانیه را تا دور جدید مذاکرات خاورمیانه‌ای خود به‌تعویق بیندازد، اما موفق به این امر نشد. ۱۱ عضو نیز به تصویب این گزارش رأی ممتنع دادند. این گروه را کشورهایی شامل می‌شوند که تمایلی به تیره‌شدن روابطشان با آمریکا نداشتند. بر این اساس، کشورهای آرژانتین، برزیل، بحرین، بولیوی، اندونزی، آفریقای جنوبی، اردن، پاکستان، روسیه، زامبیا، چین، سنگال، شیلی، فیلیپین، قطر، عربستان، غنا، نیجریه، هند، جیبوتی، کوبا، مصر، نیکاراگوئه، بنگلادش، لیبریا و موریتانی به گزارش گلدستون رأی مثبت داده‌اند. این در حالی است که ۶ کشور آمریکا، ایتالیا، اوکراین، اسلوواکی، هلند و مجارستان به این گزارش رأی منفی دادند. همچنین کامرون، بوسنی، بورکینافاسو، گابن، ژاپن، مکزیک، نروژ، بلژیک، کره جنوبی، اسلونی و اروگوئه ۱۱ کشوری هستند که به این گزارش رأی ممتنع دادند. خودداری دولت‌های فرانسه و بریتانیا از شرکت در رای‌گیری در مورد گزارش، موجب تعجّب سران اسرائیل شد. مقامات اسرائیل انتظار داشتند که این دو دولت نسبت به قطعنامه ضد اسرائیلی رأی مخالف دهند، ولی آن‌ها ترجیح دادند در رای‌گیری شرکت نکنند.
با تصویب قطعنامه شورای حقوق بشر، گزارش ویژه قاضی ریچارد گلدستون در مورد جنایات جنگی غزه، در شورای امنیت سازمان ملل پیگیری خواهد شد.
گلدستون از این قطعنامه شورای حقوق بشر به علت آنکه تنها اسرائیل را محکوم کرده و ذکری از حماس نداشته‌است انتقاد کرد. مقامات اسرائیل تصویب این گزارش را دیپلماسی خنده‌آور ضد اسرائیلی نامید، ولی فلسطینیان از تصویب گزارش استقبال کردند.

## گزارش گلدستون در مجمع عمومی سازمان ملل متحد
مجمع عمومی سازمان ملل متحد در ۵ نوامبر ۲۰۰۹ با اکثریت ۱۱۴ رأی موافق و ۱۸ رأی مخالف از میان ۱۹۲ عضو حاضر در جلسه، قطعنامهٔ مربوط به پیگیری جنایات جنگی جنگ غزه را که در ابتدا در شورای حقوق بشر سازمان ملل متحد به تصویب اعضا رسیده بود؛ به تصویب رساند. ۶۰ کشور حاضر در جلسه نیز در رای‌گیری شرکت نکردند. رسیدگی به گزارش گلدستون در این نشست به درخواست اتحادیه عرب و جنبش عدم تعهد صورت گرفت. اتخاذ این قطعنامه پس از بررسی دو روزه و بعد از سخنرانی نمایندگان ۴۶ کشور در مورد آن انجام گرفت. نمایندهٔ سوئد که کشورش در آن تاریخ ریاست دوره‌ای اتحادیهٔ اروپا را به عهده داشت، به نمایندگی از آن اتحادیه به‌طور ضمنی با آن مخالفت کرد و خواستار تعدیل لحن گزارش شد. در این قطعنامه از دبیرکل سازمان ملل متحد خواسته شد گزارش کمیته حقیقت یاب سازمان ملل را در مورد جنایات جنگ غزه به شورای امنیت ارجاع دهد. کشورهای آمریکا، استرالیا، کانادا، جمهوری چک، آلمان، مجارستان، اسرائیل، جزایر مارشال، ایتالیا، هلند، لهستان، پاناما، اسلواکی، اکراین، مقدونیه، پالائو، نائورو و میکرونزی به این قطعنامه رأی منفی دادند.
نماینده اسرائیل(GABRIELA SHALEV)، ضمن انتقاد از تصمیم اعضای مجمع عمومی، عنوان کرد که خسارات و تلفاتی که در طول جنگ به اسرائیل وارد شده، از دید کشورهای عضو نادیده انگاشته شده و تصویب این قطعنامه در مجمع عمومی جانبدارانه می‌باشد.
نماینده فلسطین (ریاض منصور)، ضمن استقبال از تصویب این قطعنامه، ابراز امیدواری کرد در مراحل بعدی، گزارش گلدستون در شورای امنیت و دادگاه جنایات جنگی نیز بررسی شود و مورد تأیید آن سازمان‌ها نیز قرار گیرد.
با تصویب قطعنامه شورای حقوق بشر، گزارش ویژه قاضی ریچارد گلدستون در مورد جنایات جنگی غزه، در شورای امنیت سازمان ملل پیگیری خواهد شد. در همان زمان دولت آمریکا اعلام کرد که در صورت ارائه این گزارش در شورای امنیت سازمان ملل متحد برای تصویب، آن را وتو می‌کند.